# 环葚孢属
环葚孢属（学名：Novozymia）是子囊菌门的一属。

## 下属物种
本属包括以下物种：
- 美丽环葚孢 Novozymia elegans W.P.Wu